# Cecilia Brækhus
Cecilia Brækhus est une boxeuse norvégienne néé le 28 septembre 1981 à Carthagène des Indes, Colombie. 

## Carrière
Née en Colombie, Cecilia Brækhus perd sa mère dans ses premiers mois d'existence et est prise en charge par une tante qui, trop âgée, n'arrive pas à s'occuper d'elle et la place dans un orphelinat. Alors qu’elle a deux ans et demi, elle est adoptée par Marthin et Jorun Braekhus, un couple de Norvégiens qui l'emmènent à Bergen. Enfant, elle fait beaucoup de sport, de handball ou encore de ski alpin. Elle débute dans le kick-boxing à l'âge de 13 ans.
Médaillée d'argent aux championnats du monde de Podolsk en 2005 mais aussi championne d'Europe à Tønsberg en 2005 et médaillée d'argent à Riccione en 2004 dans la catégorie super-légers, elle passe professionnelle en 2007 et devient championne du monde WBA, WBC puis WBO des poids welters en 2009 et 2010. Le 22 septembre 2012, elle conserve ses titres en battant aux points la française Anne-Sophie Mathis puis Mia St. John et Oxandia Castillo avant la limite l'année suivante.
Cecilia Brækhus demeure invaincue en s'imposant ensuite face à Myriam Lamare, Jessica Balogun, Ivana Habazin et Jennifer Retzke en 2014 puis Chris Namus le 27 février 2016. Elle s'impose face à Anne-Sophie Mathis par KO technique en septembre 2016. Ce n'est qu'en 2020 qu'elle perd son premier combat et ses différents titres contre l'américaine Jessica McCaskill, ainsi que le combat revanche l'année suivante.